# Asela
Asela (engleski: Asella) je grad u središnjoj Etiopiji, u Regiji Oromija. 
Grad leži na Etiopskoj visoravni na nadmorskoj visini od 2430 m, udaljen oko 162 km jugo-istočno od glavnog grada Adis Abebe. Asela je do ustavnih promjena 1995. i nove upravne podjele zemlje bila glavni grad Pokrajine Arsi, danas je upravno sjedište Zone Arsi (niža razina). 
Grad ima  Zračnu luku Asela (IATA kod ALK),

## Stanovništvo
Prema podacima Središnje statističke agencije Etiopije -(CSA) za 2005. Asela je imala 84,645 stanovnika, od toga 40,552 muškaraca i 44,093 žena. Asela je najveći grad u woredi Tijo.

## Povijest
Područje oko današnjeg grada Asele bilo je poprište krvavih sukoba krajem 19. stoljeća, taj kraj zauzela je vojska iz Šoe 1882., kao odgovor na brutalnu agresiju plemena Arsi Oromo. Grad Asela počeo se oblikovati nešto prije Drugog talijansko-abesinskog rata. Nakon zauzeća Ansele, Talijani su Aselu uzdignuli u pokrajinsko upravno središte, ali kako su kratko vladali, nisu uspjeli podići puno objekata. 
Aselu su oslobodile britanske jedinice 10. travnja 1941. i postavili stožer brigade u gradu.
Odmah nakon drugog svjetskog rata 1946., švedski misionari položili su temelje za izgradnju bolnice i škole u Aseli, koje su dovršene tek 1966., uz pomoć vlade. Grad je zahvatila teška epidemija dizenterije tijekom 1953., a travnju 1961. velika najezda skakavaca.
Asela je grad iz kojeg potječu mnogi poznati etiopski atletičari, kao što su; Haile Gebrselassie, Kenenisa Bekele, Tirunesh Dibaba i Derartu Tulu.